# Federazione pallavolistica di Taipei cinese
La Federazione taiwanese di pallavolo (eng. Chinese Taipei Volleyball Association, zh. 中華民國排球協會, CTVBA) è un'organizzazione fondata per governare la pratica della pallavolo in Cina Taipei.
Organizza il campionato maschile e femminile, e pone sotto la propria egida la nazionale maschile e femminile.
Ha aderito alla FIVB nel 1982.